# 合衆国最高裁判所
アメリカ合衆国最高裁判所（アメリカがっしゅうこくさいこうさいばんしょ、英語: Supreme Court of the United States、略称: SCOTUS）は、アメリカ合衆国連邦政府の司法府（連邦裁判所）を統括する、アメリカ合衆国における最上級の連邦裁判所。
合衆国憲法第3条第1節の規定に基づき設置されている唯一の裁判所である（他の連邦の下級裁判所は連邦法に従って設置されている）。
日本では連邦最高裁判所と呼ぶことも多い。

## 概要
合衆国最高裁判所は、その長官である首席判事（しゅせきはんじ、英: Chief Justice）と8人の陪席判事（ばいせきはんじ、英: Associate Justices）から構成される。この首席判事のことを日本では便宜上、最高裁長官（さいこうさいちょうかん）と意訳している。
最高裁長官と陪席判事は、大統領が指名し、任命するが、任命には上院による助言と同意が必要とされる（合衆国憲法2条2節2項）。最高裁長官と陪席判事はいずれも終身制で、本人が死去または自ら引退するまで、その地位を保証され、弾劾裁判以外の理由では解任されることはない（同3条1節。ただし、現在までに弾劾によって解任された最高裁判事はいない）。なお、日本では現職の最高裁判事が年を経て最高裁長官に昇格することが多いが、アメリカでは最高裁長官と陪席判事はそれぞれ別個に任命されることになっており、長官が死去または引退した場合には外部から新たな長官が任命されるのが普通で、陪席判事が長官に昇格した例は少ない。
合衆国最高裁判所は、州間の争いなどの限られた事件について第一審としての管轄権を有するが（合衆国憲法3条2節2項）、そのような事件はまれであり、ほとんどの事件は連邦下級裁判所または州最高裁判所からの裁量上訴事件である。合衆国最高裁判所は、連邦法や州法、連邦や州の行政府の行為が合衆国憲法に反するか否かを判断する権限（違憲審査権）を有することが判例上確立されており、合衆国最高裁判所によって違憲と判断された法令等は無効となる。
最高裁長官は慣例として、合衆国憲法2条1節8項に定められた大統領の就任宣誓を執り行う。
合衆国最高裁判所は、首都ワシントンD.C.北東地区の最高裁判所ビルにある。最高裁判所ビルは、ギリシアのパルテノン神殿をモチーフとして建てられ、その両脇には川村吾蔵とジェームス・アール・フレーザーの共作による「ジャスティス（正義一対像）」がある。
現在のジョン・ロバーツ長官は2005年に就任した。

## 歴史

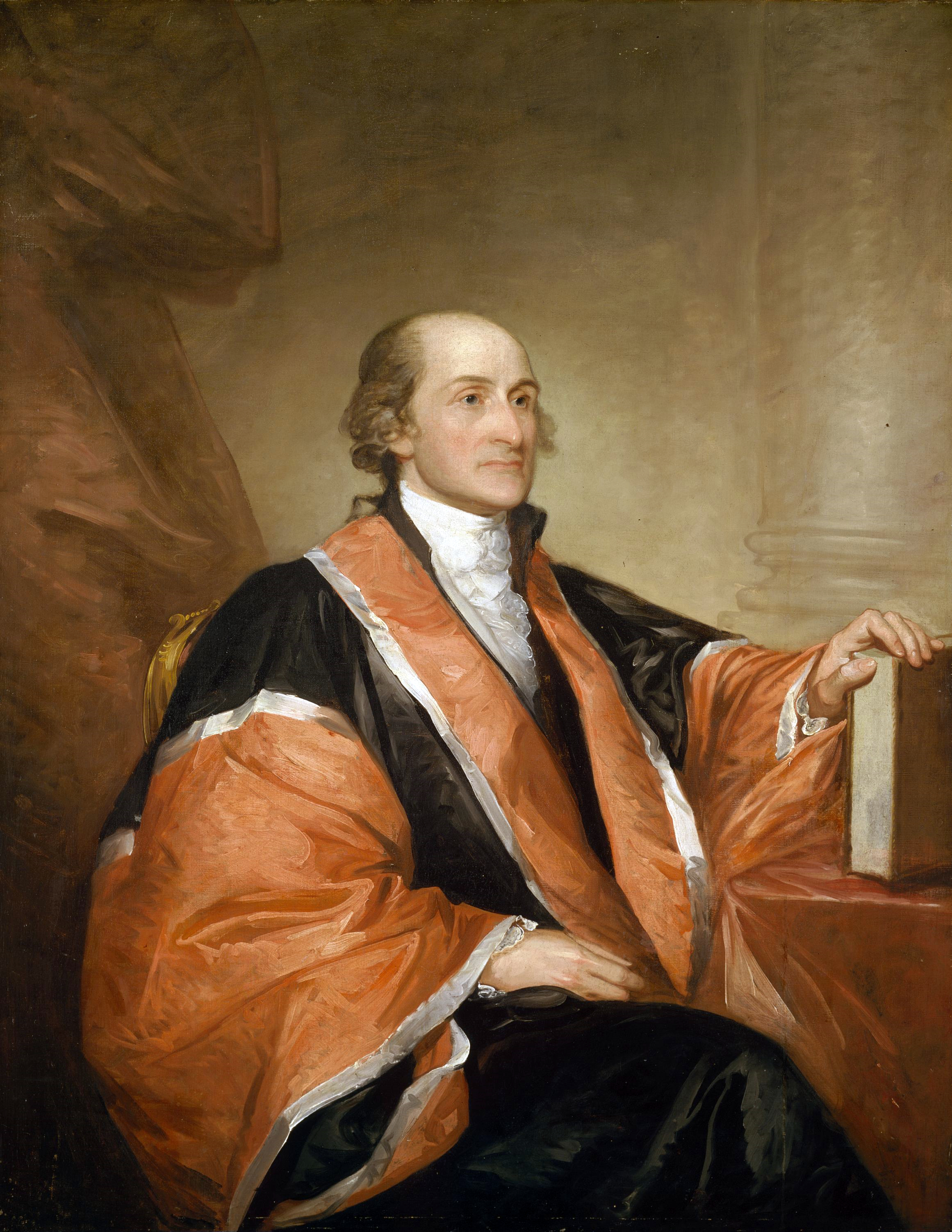
初代合衆国最高裁判所長官
ジョン・ジェイ

連邦最高裁の歴史を語るとき、その時々の最高裁長官の名前（「○○・コート」）でその時代を指し示すことが多い。
初代最高裁長官はジョン・ジェイである。憲法制定後しばらくは、最高裁判所が連邦政府において重要な役割を占めることはなかった。
この状況を大きく変えたのがジョン・マーシャル長官時代である。マーベリー対マディソン事件において、最高裁が違憲立法審査権を有すると宣言したほか、多くの重要な判決により、連邦政府の三権の一つとしての司法の役割を確立するに至った。一方、州裁判所に対する連邦最高裁の優位を確立する判決を下し、判決の執行に当たり州政府の抵抗を受ける場面もあった。また全ての判事が意見を発表するイギリスからの伝統を打ち切り、一つの多数意見を発表する慣習が作られた。この時代に唯一の弾劾裁判が開かれ、最高裁判事サミュエル・チェイスが訴追されたが、結局上院はチェイスを弾劾しなかった。
続くロジャー・トーニー長官時代（1836年 - 1864年）は、ドレッド・スコット対サンフォード事件の裁判で知られている。最高裁は、この判決で、奴隷制度の存続を許容し、これが南北戦争の原因の一つとなったと言われている。
南北戦争後のチェイス、ウェイト、フラー各長官の時代（1864年 - 1910年）は、南北戦争後の憲法の修正条項の解釈に取り組み、実体的デュー・プロセスの原理を発展させていった。ホワイト、タフト各長官の時代（1910年 - 1930年）にこの理論は頂点に達し、この頃から、連邦政府にしか適用がないとされてきた権利章典の一部を、憲法修正14条を通じて州政府の行為にも適用し始めた。
ヒューズ、ストーン、ビンソンの3長官の時代（1930年 - 1950年）には、現在の新しい建物に移った。またニューディール政策を支えるために大きく憲法解釈を変更した。
アール・ウォレン長官時代（ウォーレン・コート、1953年 - 1969年）は、憲法上の市民権を広く解釈した多くの判決を下し論争を呼んだ。ブラウン対教育委員会裁判では人種隔離政策を違憲としたほか、プライバシーの権利を認め、学校での義務的宗教教育を制限した。またミランダ対アリゾナ州事件など刑事手続における新たな判例が作られ、州政府にも適用される権利章典の範囲を広げた。
バーガー長官時代（1969年 - 1986年）には、人工妊娠中絶が憲法上の権利であると認めたロー対ウェイド事件、アファーマティブ・アクションに関するカリフォルニア大学理事会対バッキ裁判などで、多くの論争を巻き起こした。選挙活動における支出制限を違憲とする判決を下し、また死刑制度については、違憲から合憲へと短い間で判例を変更した。
ウィリアム・レンキスト長官時代（1986年 - 2005年）には、出訴権・労働組合の争議権・中絶権などを狭く解し、一方で連邦議会の通商条項上の権限を狭く解釈する二つの判決を出した。
2016年2月にアントニン・スカリア判事が死去し、当時のバラク・オバマ大統領（民主党派）はスカリア判事の後任候補を指名したが、共和党派の上院議員らの反対により挫折。2017年1月に就任した共和党派のドナルド・トランプ大統領が保守派のニール・ゴーサッチを後任候補に指名し、同年4月7日に上院の同意を得るまで、合衆国最高裁判所の判事の席は約1年2か月にわたって1人空席の状態が続いていた。
2021年4月9日、バイデン大統領は現行９人の定員を拡大することを含む改革について検討する超党派委員会を設置した。大統領令に基づいて設置された委員会は、リベラル派と保守派の法学者、元連邦判事など36人のメンバーで構成され、公聴会を開くなどして180日以内に検討結果を報告する。増員のほか、現行の終身制に代わる任期導入などについて「利点や合法性」を検討するという。
1967年まで9人全員が白人男性であった。1967年、初めての黒人男性としてサーグッド・マーシャルが、1981年、初めての女性としてサンドラ・オコナーが、1993年、2人目の女性としてルース・ベイダー・ギンズバーグがそれぞれ就任し、2006年、オコナーが引退し、2009年、3人目の女性・初のヒスパニック系としてソニア・ソトマイヨールが、2010年、4人目の女性としてエレナ・ケーガンが、2022年、初の黒人女性としてケタンジ・ブラウン・ジャクソンがそれぞれ就任した。

## 管轄
最高裁の管轄権は、合衆国憲法・連邦法によって規定されている。憲法上、以下に掲げられる事件についてのみ管轄権を有し、それ以外の事件については、管轄権を有しない。アメリカ合衆国における訴訟の大部分は、州の裁判所で審理される。
- 連邦憲法、連邦法および条約に関する事件
- 大使、外交使節および領事に関する事件
- 海事および海上管轄に関する事件
- 合衆国が一方当事者である争訟
- 州政府間での争訟
- 州政府と他州の州民との間の争訟
- 異なる州の州民間の争訟
- 異なる州から付与された土地の権利を主張する同じ州の州民間の争訟
- 州政府またはその州の州民と他国やその国民との間の争訟

修正第11条は、連邦裁判所が「州政府が他の州の州民または他国民から提起された訴訟」について裁判を行うことを禁じているが、この条項の意味については争いがある。合衆国憲法は、大使・外交使節に関する事件および州が当事者の事件について第一審管轄権を認めているが、他の場合は他の裁判所からの上訴に基づいて審理を行う。現在では直接出訴される事件は、事実上州政府相互の事件のみといってよい。
また連邦法により上記管轄権はさらに制限されている。例えば、異なる州の州民間での訴訟は、現在では訴額が7万5000ドルを超える場合でなければ、連邦裁判所に提起できない。
1789年裁判所法にもとづき、連邦の下級裁判所だけではなく州最高裁判所（名前は州によって異なる）からの上訴を受理し判決を下すことができる。
憲法上「事件および争訟」についてのみ裁判権を有し、仮定上（ムート）の事件について判決を下したり、勧告的意見を出すことはできない。この点で連邦最高裁は、違憲審査制の中でも特に付随的違憲審査制と呼ばれるシステムを採っている裁判所の代表例として理解されている。しかし連邦最高裁は、具体的な問題に対処するためだけでなく、法律の合憲性の審査を目的として提起された事件についてもしばしば審理している。プレッシー対ファーガソン裁判やブラウン対教育委員会裁判など多くの重要判決は、こうした試験的訴訟である。さらに、ロー対ウェイド裁判のように、事件がムートになっていても判決を下すことがある。

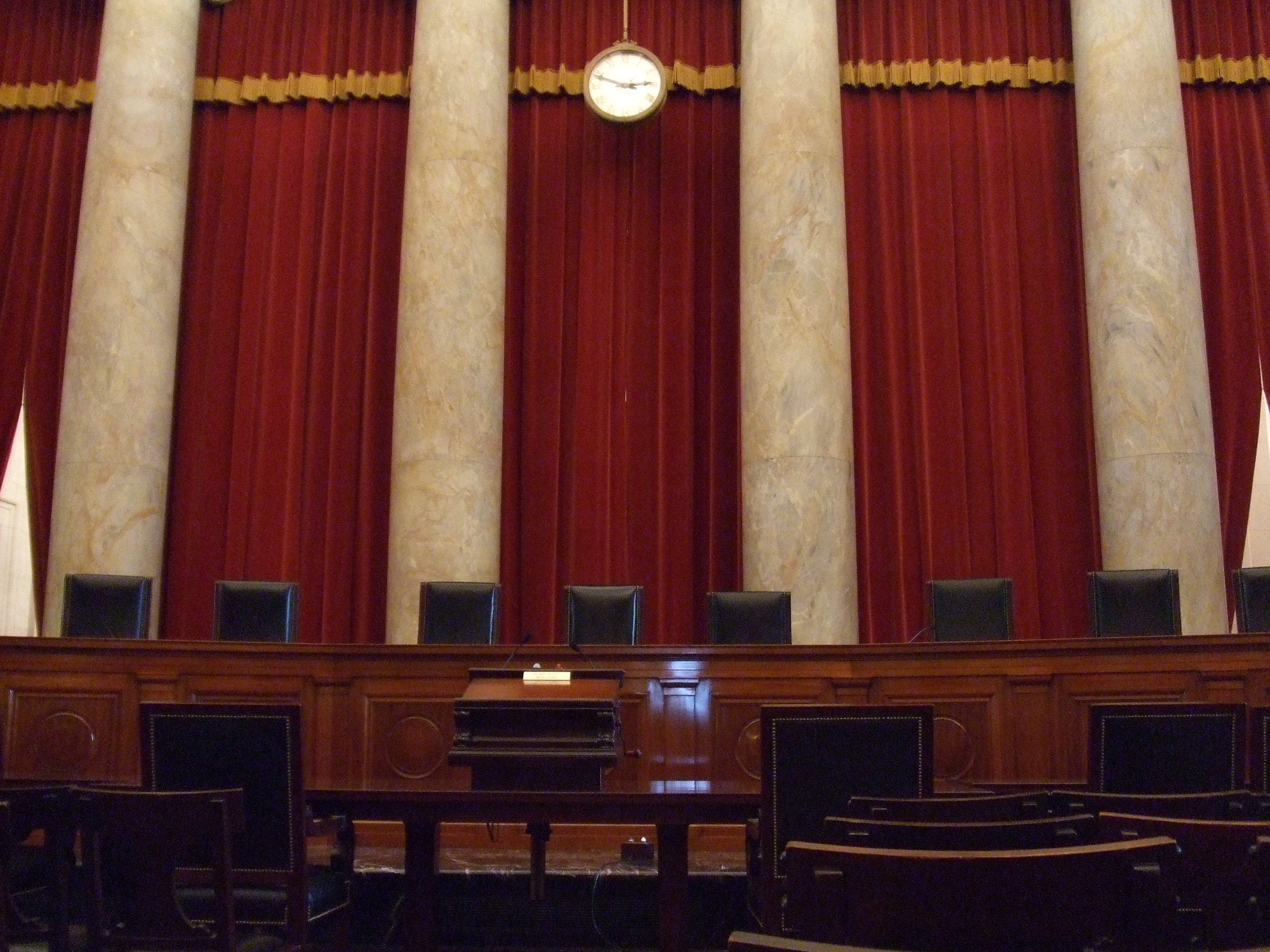
連邦最高裁の法廷。一般に公開されている。

連邦最高裁は、上訴された事件全てを審理するわけではなく、連邦地方裁判所からの直接上訴が認められるごく限られた事件、州裁判所が連邦法や条約を無効とした事件などを除けば、上訴は裁量上訴（サーシオレイライ、英: certiorari）の申立てによらなければならない。申立ては4人の判事が賛成した場合に認められる。通常、重要な憲法問題やその他国家的に重要な論点を含む事件にしか裁量上訴を認めない。上訴される事件は年間7,000～8,000件あるが、そのうち裁量上訴が認められ、判決が下されるのは100件ほどにすぎない。

## 口頭弁論
最高裁判所では、10月の第1月曜日から4月末ころまでの間、隔週で月曜・火曜・水曜に口頭弁論が行われる。5月と6月は判決の言渡しが行われる。
通常、口頭弁論期日は午前10時からと午前11時からの各1時間行われ、必要に応じて午後に口頭弁論期日が入れられることもある。各当事者を代理する弁護士は事前に書面を提出するが、口頭弁論期日でプレゼンテーションを行い、最高裁裁判官からの質問に答える。口頭弁論が行われ、判決が出されるのは1年に1万件超の申立てのうち100件程度である。

## 裁判官

### 定員
判事の人数は合衆国憲法には定めがなく、連邦議会による立法に委ねられている。当初は1789年裁判所法によって（長官を含め）6人と定められた。アメリカ合衆国の領土拡大にともない判事の数も徐々に増加し、1807年に7人に、1873年に9人に、1863年には10人となった。ところが1866年、アンドリュー・ジョンソン大統領による判事任命を嫌った議会は、次の3人の辞任については後任を設けないとする法律を定め、人員は自然減により1867年に8人まで減った。その後1869年に再度法律が改正され判事の人数は9人と定められ、以来現在まで続いている。
フランクリン・ルーズベルト大統領は、ニューディール政策関連の立法について続々と違憲判決を出した最高裁判所に反発し、判事の人数の増員を試みた。このコートパッキング計画は、70歳に達しても引退しない判事1人について大統領に1人の新たな判事を任命する権限を与えるというもので、最大15人まで人員を増加できるものとされた。この法案は議会の承認を得ることはできなかったものの、最高裁は判例を変更しニューディール政策を合憲とする判決を下した。

### 任命

#### 大統領の指名
合衆国憲法2条2節2項は、大統領が上院の助言と同意に基づいて最高裁判所の裁判官を任命すると定めている。通常は、大統領の政治的立場に近い判断傾向を持つ法律家が最高裁長官や判事の候補となる。ただし、大統領は自分の任命した裁判官が期待に沿わなくてもその裁判官を罷免する権限がないため、実際に就任した裁判官が大統領の期待と異なる傾向に走る場合もある。有名な例は、ドワイト・アイゼンハワー大統領が指名したアール・ウォーレン長官で、アイゼンハワーはウォーレンが保守的な立場に立つことを期待して彼を指名したが、今日ウォーレンは最高裁の歴史の中で最もリベラルな判決を書いた裁判官であると評価する向きもあり、後にアイゼンハワーはウォーレンの指名を「私の人事の中で最も愚かなものだった」と述懐している。通常、大統領が極端に保守的または極端にリベラルな判断傾向を持つ人物を裁判官の候補者として指名すると、上院ではそのような人物を警戒して承認しない場合が多い。

#### 上院の助言と同意
最高裁裁判官の候補者の指名は大統領の権限であるが、任命には上院の「助言と同意」が必要である。大統領が候補者を指名すると、上院司法委員会で候補者に対する質疑応答と投票が行われる。続いて上院本会議で投票が行われ、上院全体の過半数の承認によって正式に任命される。2016年までに上院が投票によって承認を拒否した候補者は13名にのぼる。上院による承認は大きな政治的争点となることも多い。近年では1987年にロバート・ボークの承認が否決されたほか、1991年のクラレンス・トーマスの承認手続ではセクシャルハラスメント疑惑が問題となり、質疑応答では特にセクハラを受けたという女性まで証人喚問して大論争となった挙句、賛成52対反対48でかろうじて承認されている。また、2018年のブレット・カバノーの承認手続でも同様のセクシャルハラスメント疑惑が問題となった末に、賛成50対反対48でかろうじて承認された。
最高裁裁判官の候補者は、1990年代のクリントン政権までは、前述のクラレンス・トーマスの場合を除けばほとんどが圧倒的な賛成多数で承認されており、中にはジョン・ポール・スティーブンスやサンドラ・デイ・オコナーやアンソニー・ケネディなどのように上院全員の賛成で承認された者もいた。しかし、2000年代のブッシュ政権からは、サミュエル・アリートの賛成58対反対42や、ニール・ゴーサッチの賛成54対反対45などのように、候補者が承認される際の賛成数が大幅に減少している傾向がある。クリントン政権下の1994年にスティーブン・ブライヤーが賛成87対反対9で承認されてから、ブッシュ政権下の2005年にジョン・ロバーツが賛成78対反対22で承認されるまでの11年間にわたり、後述の通り最高裁裁判官の交代が全く行われなかった期間があり、この空白の期間を境に、最高裁裁判官の候補者が承認される際の賛成数が従来よりも明らかに減少している傾向が見られる。
大統領が候補者を指名しても、様々な事情で上院本会議による投票に至らないこともあり、議事妨害により投票が行われない場合や、上院司法委員会で否決される場合がこの例に挙げられる。また上院の承認を得る見込みがないと大統領が判断した場合は、大統領自らが指名を撤回することもある。ロナルド・レーガン大統領はコロンビア特別区巡回区連邦控訴裁判所判事のダグラス・ギンズバーグを指名したが、マリファナ使用の疑惑を受けてこれを司法委員会による審査の前に撤回している。またジョージ・W・ブッシュ大統領は2005年、辞任を表明したサンドラ・デイ・オコナー判事の後任としてホワイトハウス首席法律顧問だったハリエット・マイヤーズを指名したが、これには身内であるはずの共和党右派がマイヤーズが独身女性でありLGBTコミュニティに理解的であることなどを理由に猛反発、これを受けてマイヤーズ自身からの依頼によりブッシュが指名を撤回したという例がある。
議事妨害による指名拒否の例としては、1968年にリンドン・ジョンソン大統領が陪席判事だったエイブ・フォータスをアール・ウォレンの後任の最高裁長官に指名した際、上院は議事妨害により承認を阻止した。
1980年代までは裁判官の承認は比較的速やかに行われ、トルーマン政権からニクソン政権の時代には1か月ほどで承認されていた。ところがレーガン政権以後は承認に時間がかかるようになり、これは最高裁裁判官が政治に果たす役割が拡大しているためでないかと指摘されている。

#### 休会任命
大統領は合衆国憲法2条2節3項（休会任命権）に基づき、上院の休会中に欠員が生じた場合、上院の助言と同意なしに一時的に最高裁判事を任命することができる。この場合の判事の任期は次の上院の会期の終わりまでとなり、その後については上院の助言と承認が必要となる。過去に休会任命された2名の長官と6名の判事のうち、後に上院の承認を受けることができなかったのはジョン・ラトリッジ長官のみである。最高裁裁判官の休会任命には批判が強く、アイゼンハワー以後に最高裁判事を休会任命した大統領はいない。

### 資格
最高裁判事となるために必要な任用資格に関する規定は、合衆国憲法にもその他の法令にも一切これがない。このため、過去に裁判官としての経験が全くない者でも最高裁判事になり得るのが合衆国最高裁の大きな特徴であり、そのような判事は2010年に就任したケイガン判事をはじめ現在までに36名を数えている。ただし、現在までのところ、法曹資格のない者が最高裁判事に任命された例はない。この点法曹資格を持たない行政官等の出身者も任命される日本の最高裁裁判官とはその性格を異にしている。

### 任期
合衆国憲法3条1項では、最高裁裁判官は「善行を保持する限り、その職を保つ」と定めているが、この「善行」(good behaviour) は生命と同義と解釈されている。したがって最高裁裁判官は終身制であり、本人が死去または自ら引退するまで、弾劾裁判によって罷免される場合を除いては生涯にわたってその身分を保証される。しかし、弾劾裁判による罷免はまだ例がない。裁判官の空席は平均2年に一つ発生するが、裁判官の死去または引退が発生しない場合は交代のない期間が長く続くこともある。近年においては、1994年のスティーブン・ブライヤー判事の任命から2005年のウィリアム・レンキスト長官の死去まで、11年にわたって同じ9人の裁判官が審理に当たった例がある。

### その他の役割
最高裁裁判官は、各控訴裁判所の判事としても任命されている。もともと1789年裁判所法に基づき、最高裁判所の判事が、巡回する各控訴裁判所の案件を処理することが求められていたためであるが、実際に各控訴裁判所にて審理を行う扱いは、1891年に廃止された。現在でも、最高裁判所の各裁判官は、「控訴裁最高裁判事 (circuit justice)」として各控訴裁判所に割り当てられている。現在では控訴裁判所判事としての役割は、緊急の申立てなどの審理に限られている。

### 出身
かつてはキリスト教の白人の男性しかいなかった。
1916年、初めてのユダヤ教のルイス・ブランダイスが任命された。1967年、初めてのアフリカ系のサーグッド・マーシャルが任命された。1981年、初めての女性のサンドラ・デイ・オコナーが任命された。2010年、エレナ・ケイガンが任命されてから、9名の判事のうちカトリック教徒は6名、残りの3名はユダヤ教徒で、2017年にプロテスタントのニール・ゴーサッチが任命されるまではプロテスタント教徒は1人もいなかった。

### 現在の構成
2022年6月30日現在の最高裁を構成するのは以下の9名。
| 最高裁判事                     | 性別 | 年齢 | 人種背景       | 出身地                        | 指名した大統領                      | 上院投票        | 就任日（就任時年齢）   | 在任   |
| ------------------------------ | ---- | ---- | -------------- | ----------------------------- | ----------------------------------- | --------------- | ---------------------- | ------ |
| クラレンス・トーマス           | 男性 | 76歳 | アフリカ系     | ジョージア州 ピンポイント     | ジョージ・H・W・ ブッシュ（共和党） | 賛成 52 反対 48 | 1991年10月23日（43歳） | 34年目 |
| ジョン・ロバーツ 長官          | 男性 | 70歳 | ケルト系       | ニューヨーク州 バッファロー   | ジョージ・W・ ブッシュ（共和党）    | 賛成 78 反対 22 | 2005年9月29日（50歳）  | 20年目 |
| サミュエル・アリート           | 男性 | 75歳 | イタリア系     | ニュージャージー州 トレントン | ジョージ・W・ ブッシュ（共和党）    | 賛成 58 反対 42 | 2006年1月31日（55歳）  | 20年目 |
| ソニア・ソトマイヨール         | 女性 | 70歳 | ラテン系       | ニューヨーク州 ニューヨーク   | バラク・ オバマ（民主党）           | 賛成 68 反対 31 | 2009年8月8日（55歳）   | 16年目 |
| エレナ・ケイガン               | 女性 | 64歳 | ユダヤ系       | ニューヨーク州 ニューヨーク   | バラク・ オバマ（民主党）           | 賛成 63 反対 37 | 2010年8月7日（50歳）   | 15年目 |
| ニール・ゴーサッチ             | 男性 | 57歳 | 白人系         | コロラド州 デンバー           | ドナルド・ トランプ（共和党）       | 賛成 54 反対 45 | 2017年4月10日（49歳）  | 9年目  |
| ブレット・カバノー             | 男性 | 60歳 | アイルランド系 | ワシントン D.C.               | ドナルド・ トランプ（共和党）       | 賛成 50 反対 48 | 2018年10月6日（53歳）  | 7年目  |
| エイミー・コニー・バレット     | 女性 | 53歳 | アイルランド系 | ルイジアナ州 ニューオーリンズ | ドナルド・ トランプ（共和党）       | 賛成 52 反対 48 | 2020年10月27日 (48歳)  | 5年目  |
| ケタンジ・ブラウン・ジャクソン | 女性 | 54歳 | アフリカ系     | ワシントンD.C                 | ジョー・バイデン（民主党）          | 賛成 53 反対 47 | 2022年6月30日 (51歳)   | 2年目  |

### 判断傾向
2022年6月30日現在の最高裁の裁判官は、6人の保守派と3人のリベラル派に分類されている。保守派と見なされるのはいずれも共和党の大統領によって指名された、ロバーツ長官、トーマス、アリート、ゴーサッチ、カバノー、バレットの6判事、リベラル派と見なされるのはいずれも民主党の大統領によって指名された、ソトマイヨール、ケイガン、ジャクソンの3判事である。2018年7月末まで務めていたケネディ判事は、共和党の大統領によって指名されたにもかかわらず、事件によって保守寄り・リベラル寄り双方の判断を下しており、中間派と見なされていた。
中間派であったケネディ判事の引退後は保守派のカバノー判事が任命され、さらにリベラル派であったギンズバーグ判事の死後は保守派のバレット判事が任命され、最高裁は以前よりも保守派の勢力が強化されることとなった。
ただし、個々の裁判官の判断傾向には保守・リベラルでは二分できない、微妙なニュアンスの違いが見られる。保守派のうち、トーマス、アリートが保守的な判断で一貫する一方、ロバーツ、カバノーはややリベラル寄りの判断をし、キャスティングボートを握ることが多い。他方、リベラル派の判事の中でケーガンはコンセンサスを重視し、時に中道ないし保守的な判断をすることがあるが、ソトマイヨールはリベラル色が強い。

### 退官した判事
退官した連邦最高裁判事のうち現在存命なのは、以下の3名である。
| 存命の元最高裁判事       | 性別 | 年齢 | 人種背景 | 出身地                            | 指名した大統領            | 上院投票       | 就任日（就任時年齢） 退官日（退官時年齢）   | 在任        | 判断傾向 |
| ------------------------ | ---- | ---- | -------- | --------------------------------- | ------------------------- | -------------- | ------------------------------------------- | ----------- | -------- |
| アンソニー・ケネディ     | 男性 | 88歳 | 白人系   | カリフォルニア州 サクラメント     | ロナルド・ レーガン       | 賛成 97 反対 0 | 1988年2月18日（51歳） 2018年7月31日（82歳） | 30年 4か月  | 中間     |
| デイヴィッド・スーター   | 男性 | 85歳 | 白人系   | マサチューセッツ州 メルローズ     | ジョージ・H・W・ ブッシュ | 賛成 90 反対 9 | 1990年10月9日（51歳） 2009年6月29日（69歳） | 18年 8か月  | リベラル |
| スティーブン・ブライヤー | 男性 | 86歳 | ユダヤ系 | カリフォルニア州 サンフランシスコ | ビル・ クリントン         | 賛成 87 反対 9 | 1994年8月3日（56歳） 2022年6月30日（83歳）  | 27年 10か月 | リベラル |

引退した連邦最高裁判事は、完全に法曹としてのキャリアを終えるわけではなく、連邦法（主たる条文としては、合衆国法典28編第13章294条）の定めによりシニア・ステイタスと呼ばれる資格を獲得し、準引退（半引退）扱いとされる。準引退扱いとなった元最高裁判事には、現役時と同額の報酬を受ける権利や、秘書や少なくとも1名以上のロー・クラークをスタッフとして雇用する権利が与えられると共に、連邦最高裁以外の連邦下級審裁判所の判事ポストに何らかの理由で空席が生じた場合には、全ての連邦裁判所を統括する首席裁判官でもある最高裁長官の任命により、後任が決定するまでの間一時的に判事として審理を行う資格が与えられることもある。シニア・ステイタスの付与については、俗に「80年ルール」(Rule of 80) と呼ばれる規定が議会によって定められており、それによれば65歳以上であること、年齢と連邦裁判所で判事として勤務した年数を足した年数が80年以上であること、という2つの条件がシニア・ステイタスの付与に必要な条件とされている。

## 建物

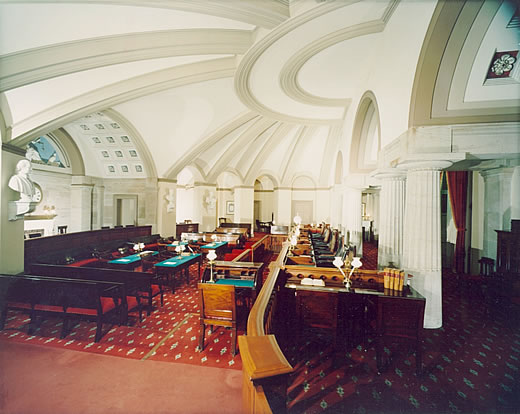
連邦議会議事堂内にあった旧連邦最高裁。

憲法制定以降連邦議会議事堂の中に置かれていた最高裁は、1935年に連邦議会議事堂の正面に建てられた現在の最高裁判所ビルに移転した。ビルは周囲の連邦議会議事堂や連邦議会図書館と調和するよう伝統的なスタイルで、キャス・ギルバートにより設計され、大理石で覆われている。最高裁判所ビルは4階建てであり、中には法廷、判事執務室、図書館、会議場のほか商店、カフェテリア、ジムなども設けられている。最高裁判所の指揮下にある独自の警察組織が警備に当たっている。
最高裁判所ビルは連邦の休日を除き月曜日から金曜日の午前9時から午後4時半までオープンしており、展示や最高裁判所の紹介ビデオを見ることができるほか、カフェテリア、みやげ物店などもある。口頭弁論の傍聴も可能であり、口頭弁論の日には最高裁判所ビル前には朝から長蛇の列ができていることが多い。

## 判例集

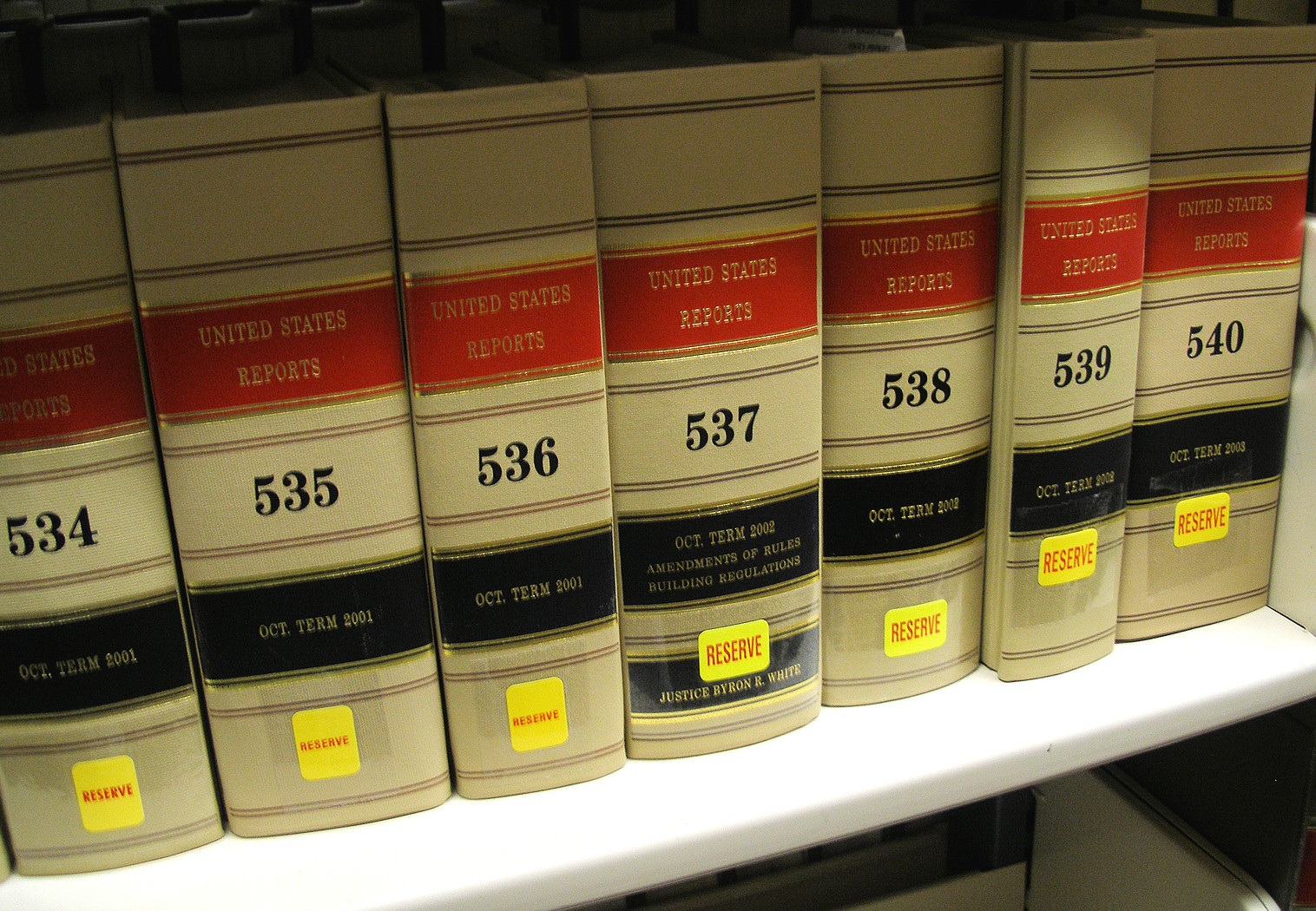
連邦最高裁の公式判例集、合衆国判例集 (U.S.Reports)。

最高裁の判決は通常、「Roe v. Wade, 410 U.S. 113 (1973).」という形で引用される。これは、1973年のロー対ウェイド裁判判決（上訴人ロー、被上訴人ウェイド）を指し、公式判例集である合衆国判例集（英: U.S. Reports）410巻113ページに掲載されていることを意味する。公式判例集の他に広く利用されている民間判例集として、最高裁判所判例集（Supreme Court Reporter、略: S. Ct.）とローヤーズ・エディション（United States Supreme Court Reports, Lawyers' Edition、略: L. Ed.）がある。
合衆国最高裁の判例は連邦の全ての下級審を拘束する（ただし、州法が適用される事件については、後述の点に注意する必要がある）。合衆国最高裁は原則として判例を尊重するが、判例を変更することもある。
合衆国最高裁の判例は、連邦法に関して、州の裁判所を拘束する。しかし、州法に関して、州の裁判所は、合衆国最高裁の判例に拘束されない。州法が、合衆国憲法に違反して無効であるとする合衆国最高裁の判例は、連邦法（合衆国憲法）に関する判断であるから、州の裁判所を拘束する。
なお、逆に、州法が適用される事件について、合衆国裁判所は、州の最上級審の判断に従う必要がある。したがって、合衆国最高裁が、州の裁判所の先例がない州法上の問題について自ら判断を下したが、その後、州の裁判所が、その判断と相反する判断を下した場合、合衆国の裁判所であっても、合衆国最高裁の判例ではなく、州の裁判所の判例に従うべきことになる。例えば死刑か終身刑が相当かという場合は、連邦法に反しないかぎり州の裁判所に従うことになる。